# Tratado de Zúrich
El Tratado de Zúrich es un tratado internacional de paz, firmado el 10 de noviembre de 1859 por el Imperio austríaco, el Imperio francés y el Reino de Cerdeña en Zúrich, Suiza.
El Tratado contaba con tres partes. La primera parte fue la confirmación de los acuerdos del Tratado de Villafranca, el cual terminó la guerra franco-austríaca y otorgó Lombardía a Francia. La segunda parte es un acuerdo entre Francia y Cerdeña, según el cual Lombardía pasa a ser parte de Cerdeña. La tercera parte estableció la paz entre Cerdeña y Austria. 
El Imperio austríaco mantendría las fortalezas de Mantua y Peschiera del Garda.